# Sharon Haynie
Sharon Loretta Haynie est née le 6 novembre 1955 à Baltimore, est une chimiste américaine qui développe la biocatalyse pour la chimie verte. Elle est membre de l'American Chemical Society. Haynie a été la première femme à recevoir le prix de l'Organisation nationale pour l'avancement professionnel des chimistes et ingénieurs chimistes noirs Henry Aaron Hill (en) en 2006 et la première femme à remporter le prix Percy L. Julian en 2008.

## Jeunesse et éducation
Haynie est née à Baltimore d'Inez Penn Haynie et de William H. Haynie Junior Elle est diplômée de la Lycée Western (Maryland) (en), l'une des Écoles publiques de la ville de Baltimore (en), en 1973 . En huitième année, elle a participé à une expérience pédagogique et a enseigné la chimie au Middle school plutôt que de l'initier au High school. Cette introduction à la chimie lui a permis de tomber amoureuse des molécules. Elle cite sa mère et ses professeurs comme source d’inspiration. Elle a étudié la biochimie à l'Université de Pennsylvanie et a obtenu son diplôme en 1976. En 1982, Haynie a obtenu son doctorat au Massachusetts Institute of Technology. Lorsqu'elle était à l'université, l'un des professeurs masculins n'acceptait pas d'étudiantes. Après avoir obtenu son doctorat, Haynie a rejoint Bell Labs en tant que membre de l'équipe de recherche.

## Recherche et carrière
Haynie a rejoint la section expérimentale de la société DuPont en 1984. Chez DuPont, Haynie a travaillé sur la recherche et le développement de biomatériaux médicaux respectueux de l'environnement. Elle faisait partie de l'équipe qui a créé la gamme de produits bio-3G. En 1995, elle a commencé à travailler sur la production de 1,3-propanediol. Elle s'est associée à Genecor, utilisant l'Ingénierie métabolique (en) pour transformer le glucose en glycérol et le glycérol en 1,3-propanediol,. Elle a continué à travailler sur la production de 1,3-propanediol, en utilisant des cultures microbiennes et des micro-organismes,. Haynie a conçu des adhésifs chirurgicaux à base de polysaccharides qui pouvaient être utilisés pour fermer les plaies. Elle a également travaillé sur la biocatalyse pour la chimie verte.

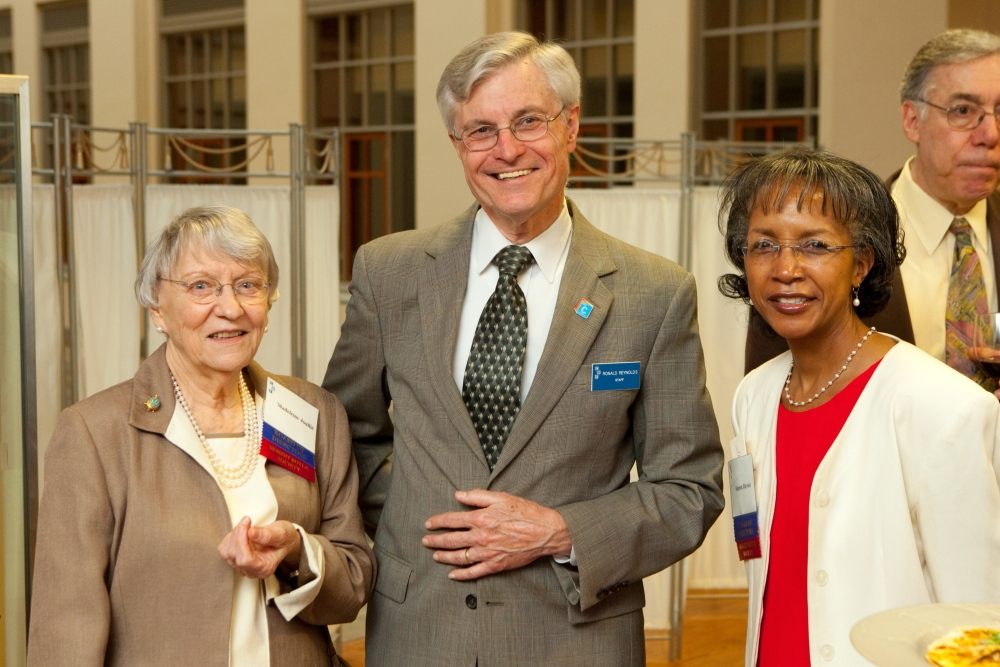
, Ron Reynolds et Sharon Haynie lors de la Journée du patrimoine à la Chemical Heritage Foundation en 2010

Parallèlement à sa carrière chez DuPont, Haynie était professeur adjoint à l'Université du Delaware. Elle a été impliquée dans l'American Chemical Society tout au long de sa carrière universitaire et est une leader historique. Elle a présidé la section de Philadelphie de l'American Chemical Society et a fait partie de leur projet Women Chemists of Colour. Haynie a été la première femme à recevoir le prix l'Organisation nationale pour l'avancement professionnel des chimistes et ingénieurs chimistes noirs Henry Hill en 2006 et la première femme à remporter le prix Percy L. Julian en 2008,,. Elle siège au Comité des affaires économiques et professionnelles de l'American Chemical Society,.
Tout au long de sa carrière, Haynie a été active dans le bénévolat, le mentorat et le service communautaire. Elle a agi en tant que mentor pour le projet SEED (Summer Educational Experience for the Disadvantaged). Grâce à SEED, Haynie accueille des étudiants issus de minorités dans son laboratoire . Elle lit également des manuels scientifiques pour réaliser des enregistrements de livres audio destinés aux personnes malvoyantes.

### Prix et distinctions
- Prix présidentiel de la chimie verte 2003 de l'Agence de protection de l'environnement des États-Unis[7];
- Prix Henry Aaron Hill (en)2006 de l'American Chemical Society / Organisation nationale pour l'avancement professionnel des chimistes et ingénieurs chimistes noirs, section Nord-Est[7],[21];
- Prix Percy L. Julian 2008 de l'Organisation nationale pour l'avancement professionnel des chimistes et ingénieurs chimistes noirs[22]
- Membre de l'American Chemical Society 2016 [12].